# Sematophyllum steerei
Sematophyllum steerei är en bladmossart som beskrevs av Ryszard Ochyra 1999. Sematophyllum steerei ingår i släktet Sematophyllum och familjen Sematophyllaceae. Inga underarter finns listade i Catalogue of Life.